# Fleury-et-Montmarin
Fleury-et-Montmarin (parfois nommée Fleury-Montmarin) est une ancienne et éphémère commune française, située dans le département des Ardennes en région Grand Est.
Elle est créée par la fusion des communes de Fleury et de Montmarin durant l'an II (1793-1794), mais elle est dissoute en 1830.

## Géographie
La commune est composée de deux localités, Fleury, comme chef-lieu de commune et Montmarin, comme hameau.

## Histoire
La commune est née de la fusion du hameau peuplé de Fleury et de la paroisse déserte de Montmarin durant la fixation des communes en France, en l'an II (1793-1794). Le chef-lieu de la commune est fixé à Fleury. 
Elle est dissoute et démembrée en 1830. Chacune de ses parties est affectée à une autre commune : la section de Montmarin à Givry et la section de Fleury à Ambly, pour former la commune d'Ambly-Fleury. 

## Administration
| Période                                  | Période | Identité | Étiquette | Qualité |
| ---------------------------------------- | ------- | -------- | --------- | ------- |
| Les données manquantes sont à compléter. |         |          |           |         |
|                                          |         |          |           |         |

## Démographie
Le Dictionnaire complet, géographique, statistique et commercial de la France et de ses colonies, de Briand de Verzé (Paris, 1834, vol.1, p.127), indique une population de 130 habitants vers 1830.
| 1793 | 1800 | 1806 | 1821 |
| ---- | ---- | ---- | ---- |
| 121  | 120  | 108  | 88   |

Histogramme

(élaboration graphique par Wikipédia)